# Mine de Quebrada Blanca
 (mars 2025).
La mine de Quebrada Blanca  est une mine à ciel ouvert de cuivre située dans la région de Tarapacá au Chili. Elle est située à proximité de la mine de Collahuasi. Elle est gérée par Teck Resources.